# Tamás Kenderesi
Tamás Kenderesi (Bonyhád, 13 dicembre 1996) è un nuotatore ungherese specializzato nella farfalla.

## Palmarès
- Olimpiadi

Rio de Janeiro 2016: bronzo nei 200m farfalla.
- Europei

Londra 2016: bronzo nei 200m farfalla.
Glasgow 2018: argento nei 200m farfalla.
Budapest 2020: bronzo nei 200m farfalla.
- Europei in vasca corta

Copenaghen 2017: bronzo nei 200m farfalla.
- Olimpiadi giovanili

Nanchino 2014: oro nei 200m farfalla.
- Europei giovanili

Dordrecht 2014: oro nei 200m farfalla.